# District d'Alençon
Le district d'Alençon est une ancienne division territoriale française du département de l'Orne de 1790 à 1795.
Il était composé des cantons de Alençon, Carrouges, Courtomer, Essay, le Mesle sur Sarthe et Sées.

## Galerie

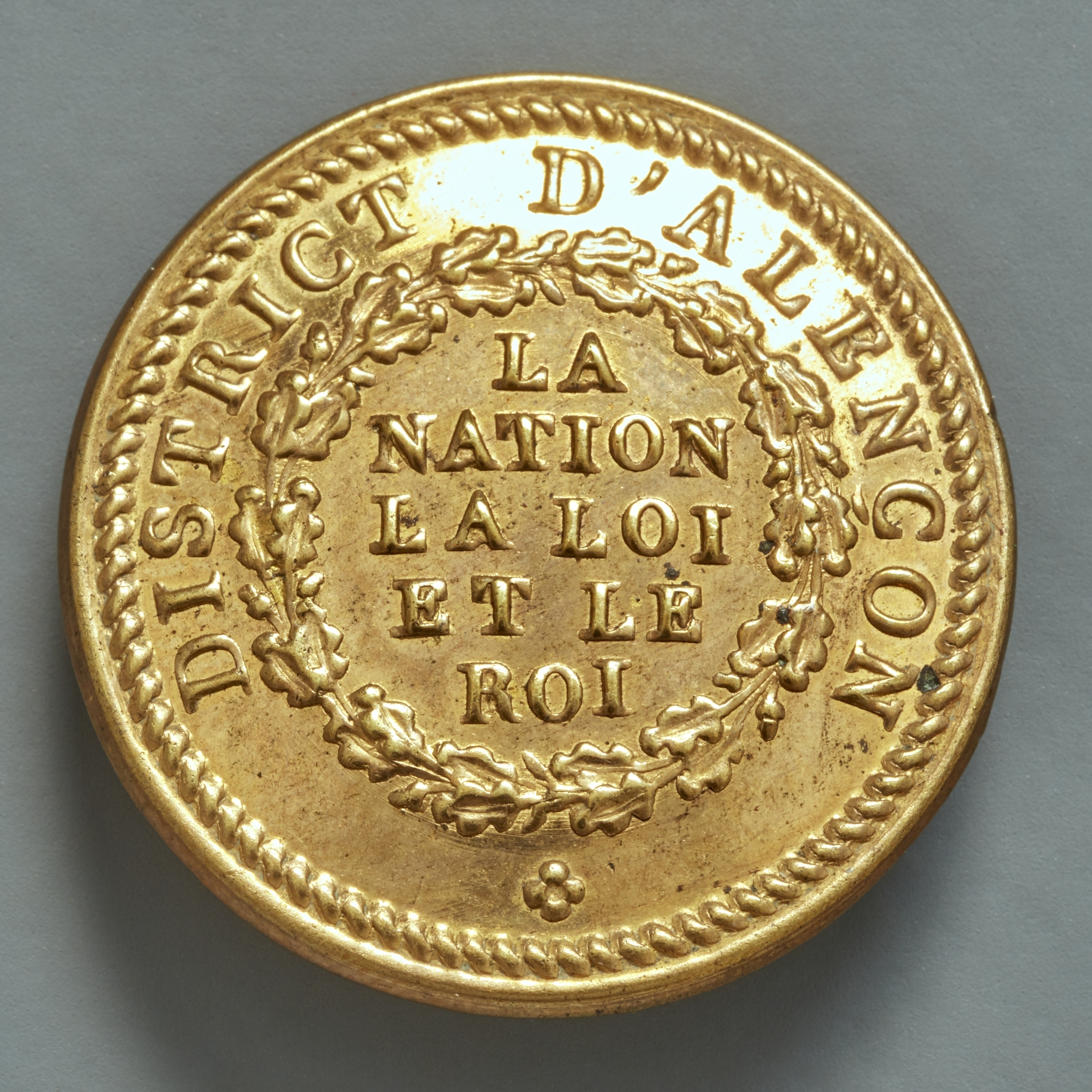
Bouton (musée Carnavalet)